# Volker Arnold
Volker Arnold (* 17. Juni 1941 in Zierenberg oder 1944) ist ein deutscher Wirtschaftswissenschaftler.

## Leben
Nach dem Abitur in Kassel am 2. März 1961 machte er von April 1961 bis März 1963 eine kaufmännische Lehre bei den Henschel-Werken. Am 28. März 1963 legte er die Kaufmannsgehilfenprüfung bei der IHK Kassel ab. Von 1963 bis 1966 studierte er Volkswirtschaftslehre an der FU Berlin  und von 1966 bis 1968 an der Universität Göttingen. Am 30. April 1968 legte er das Examen: Diplom-Volkswirt in Göttingen ab. Am 30. April 1973 erwarb er die Promotion bei der Universität Göttingen. Am 19. Oktober 1977 legte die Habilitation bei der Universität Göttingen ab. Von 1968 bis 1969 war er wissenschaftliche Hilfskraft am Volkswirtschaftlichen Seminar der Universität Göttingen. Von 1969 bis 1978 war er wissenschaftlicher Angestellter am o.a. Seminar (Lehrstuhl Helmut Siegfried Hesse). Seit 1978 lehrte er als o. Professor für Volkswirtschaftslehre, insbes. Finanzwissenschaft am Fachbereich Wirtschaftswissenschaften der FernUniversität Hagen. Von 1999 bis 2003 war er Vorsitzender des Ausschusses "Wirtschaftswissenschaft und Ethik" des Vereins für Socialpolitik. Seit 2004 ist er Vorsitzender des Kuratoriums der Stiftung Fernstudienzentrum Budapest. Am 6. November 2008 wurde ihm die Ehrendoktorwürde durch die Wirtschaftswissenschaftliche Fakultät der Universität Pécs verliehen.

## Schriften (Auswahl)
- Modelle für eine pareto-normative Theorie der öffentlichen Güter und der externen Effekte. Göttingen 1973, OCLC 251461656.
- Theorie der Kollektivgüter. München 1992, ISBN 3-8006-1585-1.
- Volkswirtschaftslehre. Eine Einführung für Nichtökonomen. München 1996, ISBN 3-8006-2014-6.